# Elektrické piano

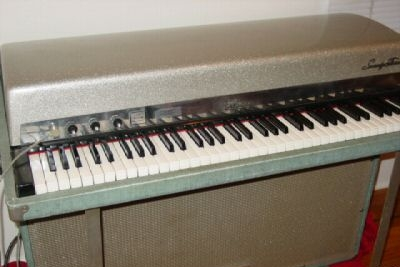
Rhodovo elektrické piano

Elektrické piano je elektromechanický (elektrofonický) klávesový nástroj zvukově inspirovaný klavírem. Zdrojem zvuku jsou nejčastěji kovové tyčky, jazýčky nebo struny, jejich kmity jsou snímány, převedeny na kmity elektrické a dále zpracovávány a zesilovány.
Podobné nástroje, u nichž se zvukové kmity tvoří pomocí elektronických obvodů a nikoliv mechanických dílů, se označují jako elektronické nebo digitální klavíry.
Mezi nejznámější typy patří Fender-Rhodes piano a Wurlitzer piano. Obdobný princip využívají nástroje clavinet a pianet německé firmy Hohner nebo český klaviphon.